# Кристина Асмус
Кристина Асмус е руска филмова и театрална актриса, известна с ролята на Варвара Черноус в телевизионния сериал „Стажанти“.

## Биография
Родена е в Калининград на 14 април 1988 в Русия (тогава СССР), в семейството на Игор и Олга Мясникови. Има 3 сестри: Екатерина, Олга и Карина.
Кристина има спортно минало, като 10 години е тренирала гимнастика.
Филмография

Участвала е във филмите:Елхи (на руски: Ёлки) 1,2,3,4,5,
1. ↑  Мартинов, Венелин. Кристина Асмус //  .